# Musir Lor
Musir Lor is een bestuurslaag in het regentschap Nganjuk van de provincie Oost-Java, Indonesië. Musir Lor telt 2515 inwoners (volkstelling 2010).